# Kurt Ebbinghaus
Kurt Ebbinghaus (* 1902; † 18. März 1966 in Baden-Baden) war ein deutscher Schauspieler und Hörspielsprecher.

## Leben
Kurt Ebbinghaus begann seine Bühnenlaufbahn in den 1920er Jahren und wirkte danach unter anderem an den Bühnen Oberhausen, Essen, Zürich und Wuppertal, wo er ab 1934 die verbleibenden Friedensjahre blieb. Zudem war er seit 1927 in zahlreichen Hörspielen als Sprecher im Einsatz. Die meisten Kriegsjahre verbrachte Ebbinghaus als Ensemblemitglied des Nürnberger Theaters.
Seine Nachkriegslaufbahn startete er an kleinen westdeutschen Spielstätten wie in Witten, ehe er ans Theater der Stadt Baden-Baden verpflichtet wurde. Ab den frühen 1950er-Jahren wirkte er in Fernsehfilmen mit. Zu sehen war er unter anderem in Ludwig Cremers Verfilmung des Dürrenmatt-Stücks Der Besuch der alten Dame (1959). In Franz Peter Wirths Verfilmung von Schillers Don Karlos (1963) spielte er den Großinquisitor. Seine letzte Fernsehrolle hatte er in der Episode Das Heimatspiel der Fernsehserie Schlag nach im Grundgesetz! – Geschichten aus Adorf (1968) als Kapitän a. D. Prahlinger.
Außerdem hatte Ebbinghaus Engagements an verschiedenen Theatern;
Nach dem Krieg war er ab 1949 vorwiegend als Sprecher des Südwestfunks zu hören, u. a. bei Hörspielen von Günter Eich oder unter der Regie vom Max Ophüls. Eine bekannte Rolle war Lok 1414 unter Regie von Benno Schurr.

## Filmografie (Auswahl)
- 1954: Ein Bild fürs Leben (Regie: Karl Peter Biltz)
- 1955: Die Puppen von Poshansk (Regie: Karl Peter Biltz)
- 1955: Wo die Liebe ist, da ist auch Gott (Regie: Hannes Tannert)
- 1955: Das salomonische Frühstück (Regie: Karl Peter Biltz)
- 1959: Der Besuch der alten Dame (Regie: Ludwig Cremer)
- 1959: Der Kirschgarten (Regie: Heinz Hilpert)
- 1960: Aufruhr (Regie: Eugen York)
- 1961: Die eiskalte Nacht (Regie: Otto Kurth)
- 1963: Don Carlos – Infant von Spanien (Regie: Franz Peter Wirth)
- 1965: Gewagtes Spiel (Fernsehserie)
- 1965: Ankunft bei Nacht (Regie: Karl Peter Biltz)
- 1966: Großer Ring mit Außenschleife (Regie: Eugen York)
- 1968: Schlag nach im Grundgesetz! – Geschichten aus Adorf (Fernsehserie)